# Denmark (Maine)
Denmark es un pueblo ubicado en el condado de Oxford en el estado estadounidense de Maine. En el Censo de 2010 tenía una población de 1.148 habitantes y una densidad poblacional de 8,88 personas por km².

## Geografía
Denmark se encuentra ubicado en las coordenadas 43°59′41″N 70°48′52″O / 43.99472, -70.81444. Según la Oficina del Censo de los Estados Unidos, Denmark tiene una superficie total de 129.33 km², de la cual 119.46 km² corresponden a tierra firme y (7.63%) 9.87 km² es agua.

## Demografía
Según el censo de 2010, había 1.148 personas residiendo en Denmark. La densidad de población era de 8,88 hab./km². De los 1.148 habitantes, Denmark estaba compuesto por el 98.43% blancos, el 0.44% eran afroamericanos, el 0.09% eran amerindios, el 0.26% eran asiáticos, el 0% eran isleños del Pacífico, el 0.26% eran de otras razas y el 0.52% pertenecían a dos o más razas. Del total de la población el 0.35% eran hispanos o latinos de cualquier raza.